# MPEG-H 3D 오디오
MPEG-H 3D 오디오(MPEG-H 3D Audio)는 ISO/IEC 23008-3(MPEG-H 파트 3)로 규정된 것으로, 오디오를 오디오 채널, 오디오 객체 또는 고차원의 엠비소닉스(HOA)로 부호화하는 것을 지원하기 위해 ISO/IEC 동화상 전문가 그룹(MPEG)이 개발한 오디오 코딩 표준이다. MPEG-H 3D 오디오는 최대 64개의 스피커 채널과 최대 128개의 코덱 코어 채널을 지원한다.
객체는 단독으로 사용하거나 여러 채널 또는 HOA 컴포넌트와 결합하여 사용할 수 있다. 오디오 객체를 사용하면 MPEG-H 디코더로 렌더링하는 중에 객체의 위치나 게인(gain)을 조정함으로써 프로그램의 상호작용이나 개인화가 가능해진다. 오디오는 개선된 수정 이산 코사인 변환(MDCT) 알고리즘을 사용하여 인코딩된다.
채널, 객체, HOA 컴포넌트는 몰입감있는 소리, 모노, 스테레오, 또는 서라운드 사운드를 전달하기 위해 사용할 수 있다. MPEG-H 3D 오디오 디코더는 수많은 표준 스피커 구성 및 잘못 위치된 스피커에까지 비트스트림을 렌더링할 수 있다. 헤드폰 청취용 스테레오 렌더링 또한 지원한다.

## 프로파일
MPEG-H 3D 오디오의 메인 프로파일은 5개의 레벨이 있다.
| 레벨 | 최대 코어 채널 수 | 최대 스피커 채널 수 |
| ---- | ----------------- | ------------------- |
| 1    | 8                 | 8                   |
| 2    | 16                | 16                  |
| 3    | 32                | 24                  |
| 4    | 64                | 24                  |
| 5    | 128               | 64                  |

2016년 말 MPEG는 MPEG-H 3D 오디오 개정판 3을 공개하였다. 이 개정은 코딩 효율성을 개선하고 방송 산업용으로 설계된 기능도 추가 제공하는 기술을 포함하는 Low Complexity Profile을 정의한다.

## 같이 보기
- MPEG-H – ISO/IEC MPEG가 개발한 표준 그룹